# 존재와 무
⟪존재와 무⟫(L'Être et le néant : Essai d'ontologie phénoménologique)는 프랑스의 철학자 장폴 사르트르가 1943년 출판한 책이다. 사르트르의 주된 목적은 개인의 존재에 앞서 개인의 실존을 주장하는 것이다. 이 책을 저술하면서 그가 최우선적으로 염두에 둔 것은 자유가 인간의 근본조건으로서 선행한다는 것이다. 1940년과 1941년에 전쟁 포로로 억류되어 있던 시절 사르트르는 마르틴 하이데거의 ⟪존재와 시간⟫을 읽고 자기 자신만의 사유를 전개하였다. 하이데거의 영향을 받았음에도 사르트르는 하이데거의 존재와의 가설적인 재조우와 비교하여 인간성(humanity)이 개인적인 성취의 상태를 달성할 수 있다는 방법에 회의적이었다. 사르트르의 주장에서 인간은 사르트르가 ens causa suid라고 부르고 많은 종교와 철학자가 신과 동일시한 "완결"의 환상에 시달리는 피조물이다. 자신의 몸이라는 물리적 실체로 태어나 물질적 우주에서 우리는 우리 자신이 존재에 끼워진 것을 인식한다. 의식은 가능성을 개념화하고 나타나게 하며, 폐기하는 능력이다.

## 내용
의식은 존재를 무화(無化)하는 것으로서, 어떠한 대상을 의식하는 것은 암묵리에 그 대상이 아닌 다른 것으로서의 의식 주체로서의 자기를 인정하는 것이다. 이러한 의식은 자기에 대해서 존재하는 것, 곧 대자존재(對自存在)라고 불리며, 사물처럼 의식을 갖지 않은 것은 그 자체에 있어서 존재하는 것, 곧 즉자존재(卽自存在)라고 불린다. 대자(對自)가 자유롭다는 것은 즉자(卽自)를 무(無)에 의해 침식하는 것이며, 대자는 즉자로부터 무에 의해 단절되어 있으므로 지탱이 없는 불안으로서 자기를 파악하지 않으면 안 된다. 이 불안을 피하기 위하여 대자는 자기 기만에 의해 지탱을 찾으려 하고, 즉자와의 일치를 바라지만 의식이 대자이기를 그만두지 않는 한 그 소망은 결코 충족되지 않는다. 대자는 즉자와의 결여이기 때문에 충족된 전체, 곧 도달 불가능한 즉자를 가치로 삼고 이와 함께 나타나는 여러 가지 가능성을 추구하면서 자기를 투기(投企)한다. 대자의 투기에 의해 세계는 시간의 질서 밑에 나타나는데, 시간은 이미 끝나서 즉자가 된 과거와 대자 그 자체인 현재와, 아직은 존재하지 않는 가능성으로서의 미래라는 3차원을 갖고 있다. 이러한 모든 것이 근저에 있는 것은 바로 대자의 자유이다. 대자의 새로운 기도는 반성에 의해 자기와의 일치를 구하는 것인데, 이것도 역시 일반적으로 반성하는 의식과 반성되는 의식의 분열을 일으키고 좌절이 불가피하다. 그러나 사르트르는 반성이 자기 기만적으로 즉자와의 일치를 구하는 불순한 그것이 아닌 순수하게 대자에 철저하여 자유로운 자기에의 전적 현전(全的現前)을 수행할 가능성을 부정하지 않으며, 이렇게 해서 근본적 회심(回心)이 일어날 수 있다고 생각하여, 이러한 순수반성 또는 정화적(淨化的) 반성의 동기부여에 대한 연구를 과제로 남겼다.
그런데 반성은 스스로 타자가 되려는 의식이며 다른 의식의 존재를 예상하지만, 의식은 대자존재인 동시에 대타존재(對他存在)이므로, 인간은 자기에 대해서는 주체이지만 타인에 대해서는 객체에 불과한 신체를 갖는 존재이며, 타인의 시선 밑에서는 그 주체성은 부정되고 자기에 속하는 세계가 상실되어 가는 것을 경험한다. 주체와 객체의 이러한 불일치를 피하려고 하는 대자의 기도는, 한편에서는 스스로의 주체성을 지워버리려 하여 사랑·언어·마조키즘의 동기를 부여하고, 한편으로는 다른 주체를 전멸시키려고 하여 무관심·욕망·증오·새디즘의 태도라는 동기를 부여한다. 이와 같이 의식 상호간의 관계를 상극적(相剋的)인 것으로서 복수의 인간의 협력관계가 성립하여 공동존재 내지 '주체로서의 우리'라는 경험이 생겨도 그것은 변하기 쉬운 일시적인 것에 지나지 않는다. 반대로 어떤 집단이 타로부터 객체화되는 경우에는 '객체로서의 우리들'이라는 근본경험을 통해서 연대성(連帶性)이 탄생한다. 이렇게 해서 주체의 자유는 타의 자유에 의해 한계지어지지만 이 한계조차 자기의 책임하에서 초극하려 하는 데에 자유의 무한성·절대성이 인정될 수 있다. 대자의 자유로운 투기는 일반적으로 '갖는다' '한다' '있다' 중 어떤 양상을 가지며, 처음 두 가지는 결국 대자가 어떻게 '있는가'에 귀착하고 대자의 투기(投企)는 근본적으로 존재를 목적으로 하는 것이어서 즉자적으로 존재하려고 하는 모든 기도는 좌절이 숙명적인 것이다. 인간의 기도에 있어서는 본원적으로 자유로운 선택으로부터 여러 가지 2차적 선택이 파생·응결하지만, 이러한 의미를 소급해서 판독하고 근본에 숨겨져 있는 자유로운 동기부여를 이해시키는 것이 실존적 정신분석이다. 이것은 여러 가치의 원천에 자유가 있는 것을 보여주고, 모든 경우에 있어서의 인간 자신의 책임을 명백히 한다.